# 鈴木大亮

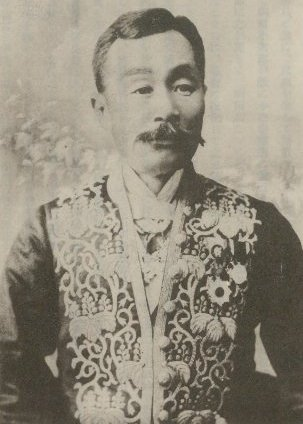
鈴木大亮

鈴木 大亮（すずき だいすけ、1842年6月26日（天保13年5月18日） - 1907年（明治40年）2月1日）は、日本の政治家、農商務官僚。貴族院議員、官選県知事、錦鶏間祗候、男爵。幼名・篤敬。

## 経歴
陸奥国遠田郡中埣村（現：美里町）で仙台藩士・鈴木雄三郎の長男として生まれる。文久3年（1863年）、江戸で江川塾において砲術を学び、黒田清隆と知り合う。戊辰戦争に従軍した。
明治4年（1871年）11月、黒田清隆の推薦で開拓使十二等出仕となる。以後、開拓少主典、同主典、同権大主典、同大主典、開拓権少書記官、同権大書記官などを歴任。1882年2月、開拓使が廃止され農商務省に移り大書記官に就任。以後、兼大蔵大書記官、北海道庁理事官、農商務省水産局長などを務めた。
1890年3月、秋田県知事に就任。1892年3月、石川県知事に転じた。1893年4月、逓信次官に就任。1895年10月、日清戦争の功により叙爵し男爵となる。1897年12月から鉄道局長を兼務し、1898年1月に逓信次官を辞した。同年同月17日、貴族院勅選議員に任じられ死去するまで在任。同年2月14日、錦鶏間祗候を仰せ付けられた。

## 家族
- 二男・慶松（1872年生） - 山形県人・奥山吉治の一人娘・万寿子の婿養子となる。吉治は沼沢村の地主の子で、内村鑑三と交流のあった篤農家で一致教会（現・山形六日町教会）で受洗したキリスト教徒。子の奥山亮は、札幌第一中学校、真岡中学校教師 北海道史研究家。[4][5]
- 三男・成功（1875年生） - 1905年に華族相続人廃除が裁判により確定[6]
- 四男・脩治（1878年生） - 襲爵
- 娘・りゆう（1880年生） - 薩摩藩士・赤﨑宗行の子・赤﨑戸八郎の妻[7]。その長女・八恵は海軍少将東郷実の妻。
- 娘・みさを（1884年生） - 田中都吉の妻[8]
- 五男・友亮（1887年生）
- 娘・たか（1889年生） - 大澤銈三郞の妻[8]

## 栄典
位階
- 1890年（明治23年）11月1日 - 従四位[9]
- 1895年（明治28年）12月10日 - 正四位[10]
- 1898年（明治31年）4月30日 - 従三位[11]
- 1907年（明治40年）1月31日 - 正三位[12]

勲章等
- 1889年（明治22年）11月29日 - 大日本帝国憲法発布記念章[13]
- 1895年（明治28年）10月31日 - 男爵・勲二等瑞宝章[14]
- 1907年（明治40年）2月1日 - 旭日重光章[15]

外国勲章佩用允許
- 1887年（明治20年）5月7日 - ロシア帝国：アンナ第二等勲章[16]